# Rhamphomyia facipennis
Rhamphomyia facipennis är en tvåvingeart som beskrevs av Zetterstedt 1838. Rhamphomyia facipennis ingår i släktet Rhamphomyia och familjen dansflugor. Inga underarter finns listade i Catalogue of Life.